# Imikwimod
Imikwimod – organiczny związek chemiczny z grupy aminochinolin, modulator odpowiedzi immunologicznej, lek stosowany w leczeniu niektórych chorób skóry. Wprowadzony na rynek przez firmę 3M w 1997 roku i zaakceptowany przez FDA. Wykazuje działanie przeciwnowotworowe i skuteczność w leczeniu wirusowych chorób skóry.

## Mechanizm działania
Mechanizm działania imikwimodu polega na modulacji odpowiedzi immunologicznej przez pobudzanie makrofagów i monocytów do produkcji interferonu α i cytokin (głównie IL-12 i TNF α). Inne działanie imikwimodu polega na wpływie na komórki Langerhansa, zwiększając ich możliwości prezentacji antygenu limfocytom T. Imikwimod ma działanie przeciwnowotworowe przez hamowanie angiogenezy i zwiększenie działania cytotoksycznych limfocytów T i komórek NK.
Nie ma bezpośredniego działania przeciwwirusowego.

## Wskazania
Jest stosowany miejscowo w leczeniu brodawek kończystych (kłykcin kończystych) okolicy narządów płciowych i odbytu, niektórych postaci raka skóry, m.in. raka podstawnokomórkowego, choroby Bowena, raka kolczystokomórkowego skóry i rogowacenia słonecznego.

## Przeciwwskazania
Przeciwwskazaniami do stosowania imikwimodu są otwarte rany i owrzodzenia skóry.

## Interakcje
Nie zanotowano interakcji imikwimodu z innymi lekami.

## Objawy niepożądane
Najczęstsze działania niepożądane to miejscowe reakcje skórne, pod postacią obrzęku, zaczerwienienia, łuszczenia i nadżerek skóry. Objawy ogólne występują bardzo rzadko i są to najczęściej bóle głowy, mięśniowe i stawowe tzw. grypopodobne.

## Dawkowanie i stosowanie
Stosowanie leku polega na nakładaniu kremu (5%) na zmienione chorobowo okolice skóry na kilka godzin dziennie kilka dni w tygodniu w zależności od wskazań lekarskich. Długość prowadzenia kuracji ustala lekarz.

## Preparaty
Preparaty dostępne w Polsce (grudzień 2023): Aldara, Imikeraderm i Zyclara.